# Konrád III.
Konrád III. Štaufský (1093 – 15. února 1152 Bamberg) byl první římský král (1138–1152) z rodu Štaufů, syn Fridricha I. Švábského a Anežky, dcery římského císaře Jindřicha IV. z dynastie sálské. Roku 1116 získal titul vévody franckého. Konrád III. nebyl nikdy korunován římským císařem a pokračoval tak ve stylu římských králů.

## Král římský
Po smrti císaře Lothara III. († 1137), byl 7. března 1138 Konrád zvolen v Koblenzi římským králem. Volby se účastnil papežský legát Theodwin. O šest dní později byl Konrád v Cáchách korunován na krále a poté jím byl uznán několika jihoněmeckými knížaty. Jindřich Pyšný z rodu Welfů, vévoda saský a bavorský a zeť zesnulého císaře Lothara a jeho dědic, se volby nového krále nezúčastnil a Konráda odmítl uznat. Konrád reagoval odejmutím veškerých Jindřichových území. Vévodství saské udělil Albrechtu Medvědovi a vévodství bavorské Leopoldu IV., markraběti rakouskému.
Jindřich Pyšný si však udržel loajalitu v odňatých zemích. Občanská válka, která poté vypukla, je považována za první válečný akt bojů mezi Welfy (italsky Guelfové) a Ghibelliny, které později vypukly v Itálii. Po smrti Jindřicha Pyšného († 1139) boje v říši pokračovaly za účasti Jindřichova syna Jindřicha Lva a Welfa VI.
V prosinci 1140 dobyl Konrád III. po dlouhém obléhání hrad Weinsberg. Král vydal rozkaz popravit všechny muže na hradě, současně však dovolil, aby všechny ženy mohly bez újmy odejít i se vším, co unesou na zádech. Ženy pak vynesly své muže z hradu na zádech. Král tomu svolil s odůvodněním, že králův rozkaz nesmí být porušen.
V květnu 1142 uzavřel Konrád III. ve Frankfurtu smír s Jindřichem Lvem, kde uznal jeho nárok na Sasko. Roku 1146 podnikl vojenskou výpravu proti polským knížatům Boleslavu IV. Kadeřavému a Měšku III. Starému, jejímž cílem bylo dosadit zpět na seniorský stolec knížete Vladislava II. Vyhnance, který byl z Polska svými bratry vyhnán na jaře téhož roku. Vojsko se však ve Slezsku dostalo do problémů a nakonec byl Konrád nucen vyjednávat s oběma výše zmíněnými knížaty. Ti se zavázali odvádět říši nějaké poplatky a dostavit se na příští říšský sněm, hlavního cíle výpravy však dosaženo nebylo.

## Účast na křížové výpravě
V roce 1146 se římský král vydal na křížovou výpravu do Svaté země. Jeho účast se však nesetkala s velkým nadšením papeže, protože spíše potřeboval krále jako svého mocného spojence v Itálii. Konrád však roku 1147 odešel a v jeho vojsku byly zastoupeny také oddíly velmožů z českých zemí v čele s vévodou Vladislavem II. Výprava postupovala přes území Uherska do Konstantinopole, kde setkala s francouzskou částí výpravy krále Ludvíka VII.
Mezi Konrádem a Ludvíkem, jakož i mezi německými a francouzskými prostými vojáky a rytíři panovala značná nevraživost. Konrád s Ludvíkem postup výpravy nekoordinoval a vyrazil v polovině října 1147 ve stopách první křížové výpravy do Anatolie. Nic nedbal rad svého švagra, byzantského císaře Manuela I., aby táhl podél pobřeží, kde jej byzantské loďstvo mohlo zásobovat.
| „                   | Král se vynořil jako kometa ohlašující neštěstí a k velké úlevě Romájů zase zmizel na východ... | “ |
| — Niketas Choniates |                                                                                                 |   |

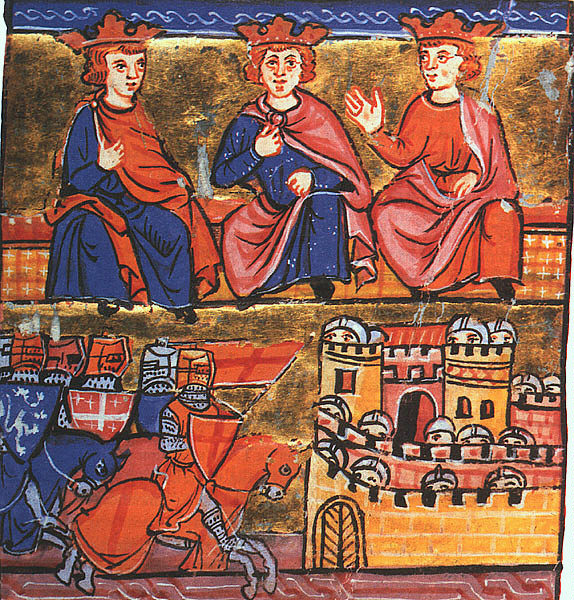
Koncil vůdců druhé křížové výpravy v Jeruzalémě (středověká iluminace)

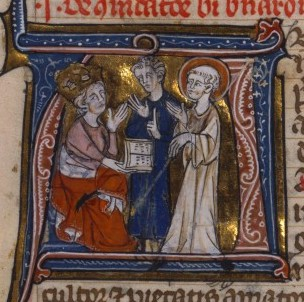
Konrád s Bernardem z Clairvaux (středověká iluminace)

Muslimská vojska však u Dorylea říšskou armádu přepadla a téměř celou zničila. Konrád se jen s malým zlomkem armády vrátil zpět k Nikáii. Tam byl nucen se pokořit před Ludvíkem VII., který dorazil později, a prosit ho, aby se on i téměř vyhlazená výprava mohla připojit k Francouzům. Ludvík Konráda vyslyšel a nadále oba králové postupovali společně podél pobřeží.
V Efesu Konrád onemocněl a vrátil se do Konstantinopole. K výpravě se připojil mnohem později. Zúčastnil se až koncilu výpravy v Akkonu s Ludvíkem VII. a nezletilým jeruzalémským králem Balduinem III. Výprava poté vytáhla na Damašek, ale skončila naprostou katastrofou. Konrád po návratu do Palestiny ještě měsíc v Jeruzalémě pobyl, pak však odplul do Konstantinopole, kde jej švagr Manuel pozval na Vánoce. Jejich spojenectví bylo potvrzeno svatbou Manuelovy neteře Theodory a Konrádova nevlastního bratra Jindřicha Jasomirgotta (tehdy bavorského, později rakouského vévody).
| „                  | ...Vy Němci, nechejte zaznít písně a roztleskejte své dlaně, chystejte se k tanci a radostem bez konce. Vždyť vévoda, králův bratr, byl nyní přijat do panovnického domu basilea... | “ |
| — byzantský básník | |   |

## Poslední léta života

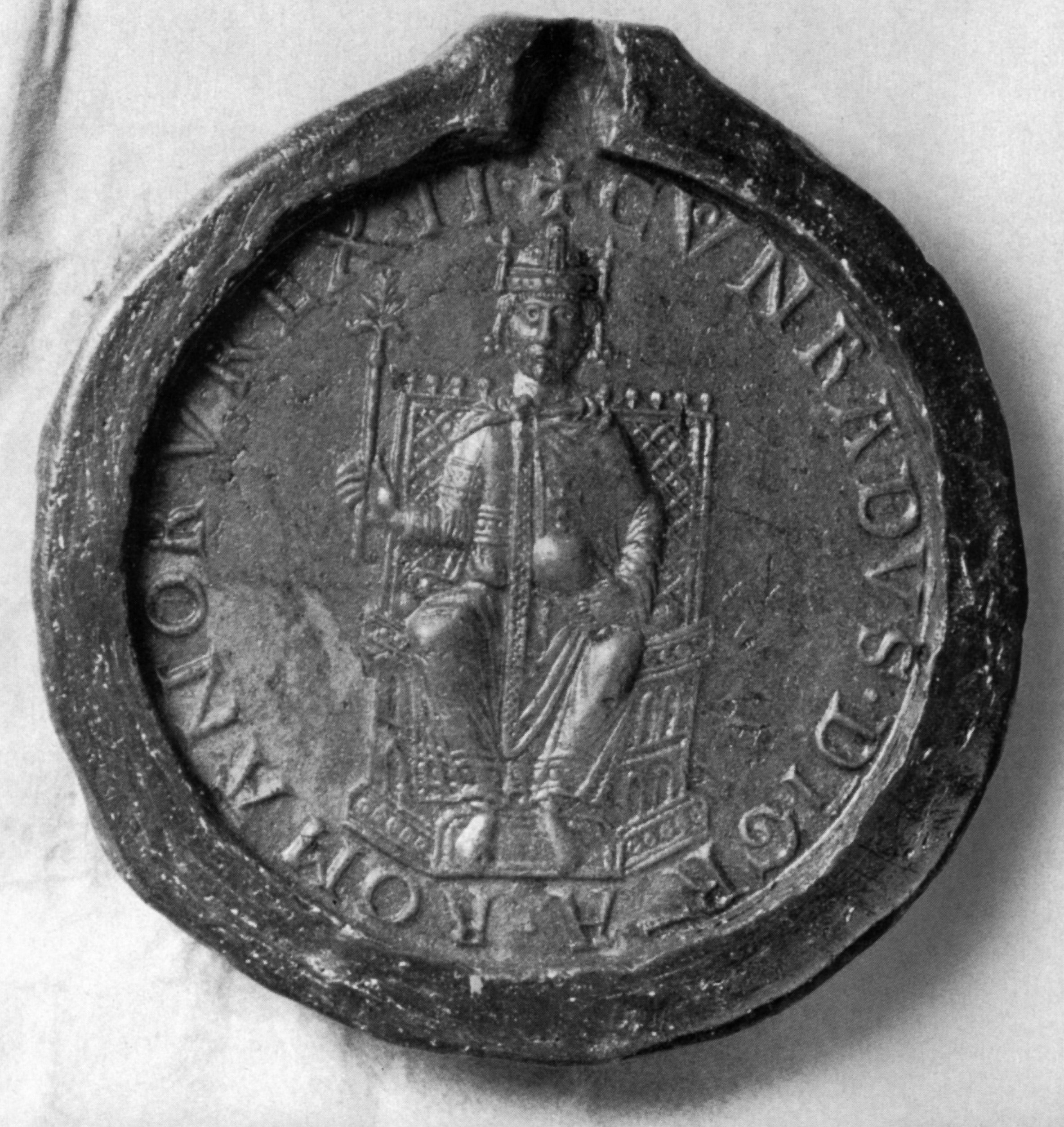
Konrádova pečeť z roku 1138

V roce 1149 byl již Konrád opět v Říši a o rok později společně se svým synem Jindřichem Berengarským porazili v bitvě u Flochbergu Welfa VI. a jeho syna Welfa VII.
O rok později Jindřich Berengarský zemřel (3 roky byl spoluvládcem svého otce) a v něm i dědic římské královské koruny. V roce 1152 byl uzavřen mezi Štaufy a Welfy mír a v míru tak bylo zajištěno nástupnictví Štaufů v podobě Konrádova synovce Fridricha Barbarossy. Toho začátkem roku 1152 těžce nemocný Konrád III. v přítomnosti biskupa z Bamberku ustanovil svým nástupcem, když mu dal přednost před svým tehdy šestiletým synem Fridrichem. Po smrti Konráda byl Fridrich Barbarossa o několik týdnů později v Kolíně skutečně římským králem zvolen, zatímco mladý Konrádův syn byl jmenován vévodou švábským.

## Rodina
Konrád byl ženatý dvakrát:
s první manželkou Gertrudou z Komburgu (†1130/31) (∞ okolo 1115) měl tři dcery:
- Anežka ∞ 1129/30 Jaroslav II. Kyjevský
- Berta ∞ 1131/34 Heřman III. Bádenský
- Gertruda

s druhou manželkou Gertrudou ze Sulzbachu (†1146) (∞ okolo 1135) měl dva syny:
- Fridrich z Rothenburgu († 1167)